# Coquitlam River
Der Coquitlam River ist ein 46 km langer rechter Nebenfluss des Fraser River im Südwesten der kanadischen Provinz British Columbia.

## Flusslauf
Der Coquitlam River entspringt 40 km nordöstlich von Vancouver in den Coquitlam Ranges, einem Gebirgszug der Pacific Ranges. Er fließt in überwiegend südlicher Richtung durch ein breites gletschergeformtes Tal und mündet nach 15 km in das obere nördliche Ende des Coquitlam Lake. Der Wasserspiegel des ehemals natürlichen Sees wird seit Anfang des 20. Jahrhunderts durch einen Staudamm erhöht. Das Wasser wird vom Coquitlam Lake zu Zwecken der Energiegewinnung über eine unterirdische 3,6 km lange Rohrleitung zum weiter westlich gelegenen Buntzen Lake geleitet. Dessen Wasser treibt die Turbinen zweier am Indian Arm gelegener Wasserkraftwerke an. Der 18 km lange Unterlauf des Coquitlam River erhält somit fast kein Wasser mehr aus dem See und wird heute hauptsächlich vom Or Creek, der knapp 2 km unterhalb des Staudamms in den Coquitlam River fließt, gespeist. Der Coquitlam River fließt zwischen den Städten Coquitlam im Westen und Port Coquitlam im Osten in südlicher Richtung und mündet schließlich einen Kilometer unterhalb des Pitt River in den Fraser River. 5,5 km oberhalb des Coquitlam Lake beträgt der mittlere Abfluss 6,69 m³/s.
Der Flussname "Coquitlam" leitet sich vermutlich von dem indianischen Wort für einen Fisch ab.